# Bernard Perrot
Pour les articles homonymes, voir Perrot.
Bernard Perrot, né le 29 février 1640 à Altare en Italie et mort le 10 novembre 1709 à Orléans, est un verrier et céramiste français notamment connu pour l'invention du verre coulé en table. Il ouvre une verrerie à Orléans en 1668, puis une seconde verrerie à Fay-aux-Loges en 1708 peu de temps avant son décès.

## Biographie

### Famille
Originaire d'Altare, Bernardo Perrotto, de son nom de naissance, a appris le métier de verrier auprès de son père,. Il est le fils de Tommasino Perrotto et de Tonetta (ou Antonetta) Ponte, mariés en 1636. Sa marraine est Maria Castellano et son parrain est Francesco Saroldo. 

### Débuts de verrier
En 1659, il part travailler dans une autre verrerie d'Europe peut-être à Nevers, à Liège ou dans les Ardennes. En 1661, son oncle maternel Jean Castellan reçoit des lettres patentes pour établir une verrerie à Nevers. 
On le signale à Liège en 1664. En janvier 1665, il épouse Marie Clouet (morte en 1702) dans cette même ville, fille d’un maître-tisserand de Pontoise qui travaille pour Marie de La Haye Saint-Hilaire, marquise du Plessis au Chat. Il s'engage à travailler auprès de la marquise en contrepartie du mariage. Le 30 juin 1666, Perrot signe un traité de société avec la marquise et Dominique de Mede, baron de Sainte-Colombe. Le 18 septembre 1666, il reçoit des lettres patentes pour établir sa manufacture. Ce privilège lui octroie une naturalisation, c'est à cet instant qu'il francise son nom en Bernard Perrot. Entre 1666 et 1668, il travaille probablement à Nevers dans la verrerie de son oncle. 

### Verreries d'Orléans et de Fay-aux-Loges
Fin 1668, il crée une verrerie à Orléans qui produit au moins jusqu'en 1740. Elle est située à côté de l'église Notre-Dame-de-Recouvrance d'Orléans. Son implantation dans cette ville lui confère plusieurs avantages : il est aisé de se fournir en bois et en sable pour la fabrication du verre, le port d'Orléans est le dernier avant Paris lorsqu'on remonte la Loire (ce qui fait la richesse de la ville au XVIIIe siècle). Cela permet également à Perrot d'installer une boutique au cœur de Paris sur le quai de l'Horloge (au nord de l'île de la Cité) à partir de 1671 et au moins jusqu'en 1692. 
En 1671, il obtient l'exclusivité de production pour 20 ans à Orléans face à la tentative du verrier Vénitien Paolo Mazzolao de venir le concurrencer. En 1672, ses deux associés l'attaquent en justice pour avoir vendu et débité ses productions à son propre compte.
À Orléans, Perrot se lie avec quelques savants dont Nicolas Toinard qui fréquente régulièrement sa verrerie et John Locke qui est de passage en 1678. En 1682, Perrot réfléchit à l'écriture d'un traité de vitrification.
Les 25 et 26 juillet 1686, l'ambassadeur du Siam Kosa Pan se rend à Orléans pour visiter la verrerie de Perrot. Quelques mois plus tard, en octobre 1686, son épouse Marie Clouet est admise à offrir des cadeaux aux ambassadeurs du Siam à Paris.
En 1689, il fournit le verre pour les deux roses du transept de la cathédrale Sainte-Croix d'Orléans,. En 1690, le couple Perrot accueille les trois filles orphelines de Catherine Clouet, sœur de Marie Clouet.
En 1708, il crée une seconde verrerie à Fay-aux-Loges qui ferme probablement ses portes en 1754. Par le biais des trois nièces de sa défunte épouse, mariées pour deux d'entre elles à des verriers qui travaillent au moins depuis 1690 à Orléans et à un directeur des affaires du roi pour la troisième, les deux verreries continueront de produire après le décès de Perrot. Il décède en 1709 et est enterré dans la chapelle Saint-Bernard de l'église Notre-Dame-de-Recouvrance d'Orléans.

## Inventions

### Boules de feu de terre
Cette technique que Perrot dit avoir importé de l'étranger donne lieu à un privilège en date du 18 septembre 1666.

### Verre rouge transparent
Technique donnant lieu à un privilège du 7 décembre 1668. Perrot a peut-être obtenu ce secret du verre rouge de l'alchimiste turinois Marc-Antoine de Galaup-Chasteuil. On ne sait s'il avait connaissance du secret de sa composition ou seulement des ingrédients pour l'obtenir. Il utilise l'arsenic pour obtenir cette couleur.

### Bouteilles à bouchon de verre à vis
La technique est inventée en 1677 d'après une idée de Nicolas Toinard qui souhaitait des récipients hermétiques pour des manipulations de chimie.

### Verre rouge rubis
Cette technique est attestée dans la production de Perrot dès 1681 comme le montre une lettre de Nicolas Toinard à John Locke de décembre 1681 : « Vous savez bien que la manière de faire la couleur rouge des anciennes vitres des églises est perdue il y a longtemps, et la voilà retrouvée plus belle qu'elle n'était. ». Cette invention donne lieu à une communication de Toinard à l'Académie des sciences en 1684 et elle est évoquée dans l'article de Comiers en mars 1687 dans Le Mercure Galant. Depuis les années 1960, nous savons que Perrot utilise de l'or en faible quantité pour obtenir ce rouge. L'or était dissous dans de l'eau régale. Des recherches récentes ont permis d'identifier la présence d'arsenic (et non d'étain, qui est l'autre technique utilisée pour obtenir l'inclusion de particules d'or dans le verre).

### Imitation de pierre dure
L'imitation de l'agate dans ses créations est attestée dès 1682 comme le montre une lettre de Toinard à Locke : « Mr. Perrot a aussi trouvé depuis six jours une couleur admirable d'agathe. Elle est si belle qu'elle efface la nature. ». En 1686, Le Mercure Galant fait l'éloge de cette invention.

### Imitation de la porcelaine
Cette technique est attestée dès 1682 dans la production de Perrot. En 1686, Nicolas de Massolay obtient un privilège pour cette technique, privilège contesté par Perrot : son épouse Marie Clouet adresse une pétition au duc d'Orléans qui revendique l'antériorité des découvertes de Perrot à ce sujet.

### Verre coulé en table
A la fin des années 1680, Perrot invente le procédé de coulage du verre en table en s'inspirant de la métallurgie. Avant, le verre était obtenu par soufflage, ce qui permettait seulement la réalisation de petites surfaces planes. Perrot utilise une cuvette qui contient le verre fondu, placée dans le four, puis retirée une fois le verre complètement fondu et enfin suspendue au-dessus de la table à coulée. Les ouvriers maintiennent des réglettes de chaque côté afin d'obtenir la taille et la forme souhaitée. Puis un rouleau est passé afin de laminer le verre et la plaque de verre est placée dans un four à recuire appelé « carcaise ». La technique est évoquée dans Le Mercure Galant de mars 1687 et Perrot en fait la démonstration à l'Académie des sciences le 2 avril 1687. Il utilise cette technique afin de réaliser des médaillons en verre représentant notamment Louis XIV ou Philippe d'Orléans. Il obtient un privilège royal daté du 25 septembre 1688 et effectue cette production entre 1687 et 1695 avec trois moules différents : deux représentant Louis XIV et un représentant le duc d'Orléans. Huit grands médaillons sont connus dont deux conservés aux musées d'Orléans, un autre à la manufacture de Saint-Gobain et un dernier au Louvre. Malgré le privilège accordé à Perrot, la Manufacture royale de glaces produit du verre selon la même technique à partir de 1689. Perrot fait alors valoir son privilège et la manufacture royale doit donc cesser sa production. Cependant, à l'expiration du privilège, la manufacture royale fait pression sur la cour et obtient que le délai supplémentaire demandé par Perrot lui soit refusé. La manufacture obtient même que l'atelier de Perrot soit saisi le 5 novembre 1695. Perrot tente de s'opposer sans succès à l'injustice. Le 15 mars 1696, il finit par abandonner et obtient une rente à vie lui permettant de compenser en partie ses pertes.

## Collections publiques
- Dauphin en verre, musée des Arts décoratifs (Paris).
- vers 1685 : Portrait de Philippe duc d'Orléans de profil et en buste, médaillon ovale, musée du Louvre.
- Flacon de parfum, musée international de la parfumerie.
- Flacon de parfum, musée des Arts décoratifs et du Design.